# Nederland (Colorado)
Nederland is een plaats gelegen in Boulder County in de Amerikaanse staat Colorado met een bevolking van ca. 1400 inwoners en oppervlak van 4,1 km². Nederland ligt op circa 25 km ten westen van Boulder aan het Barker Reservoir. Ten noorden van Nederland liggen het Rocky Mountain National Park en het Roosevelt National Forest.

## Naam
De plaats had eerst andere namen. In 1873 werd de Cariboumijn, ten noordwesten van de plek, verkocht aan de Mining Company Nederland uit Nederland. Daarna is men het dorp Nederland gaan noemen, en in 1874 kreeg de plaats ook officieel die naam.

## Frozen Dead Guy Days
Elk jaar worden in Nederland, tijdens het eerste weekend van maart, de Frozen Dead Guy Days gehouden. Dit festival is vernoemd naar Bredo Morstoel, een overleden man die hier ingevroren bewaard wordt. Het is de bedoeling dat deze man in de toekomst ontdooid en weer tot leven gebracht wordt. Tijdens dit festival wordt onder meer een doodskistenrace gehouden.

## Trivia
- Tot 2018 werd in de heuvels boven Nederland het jaarlijkse muziekfestival Nedfest gehouden.
- Van 1972 tot 1985 was de muziekstudio Caribou Ranch van James William Guercio in de plaats gevestigd.

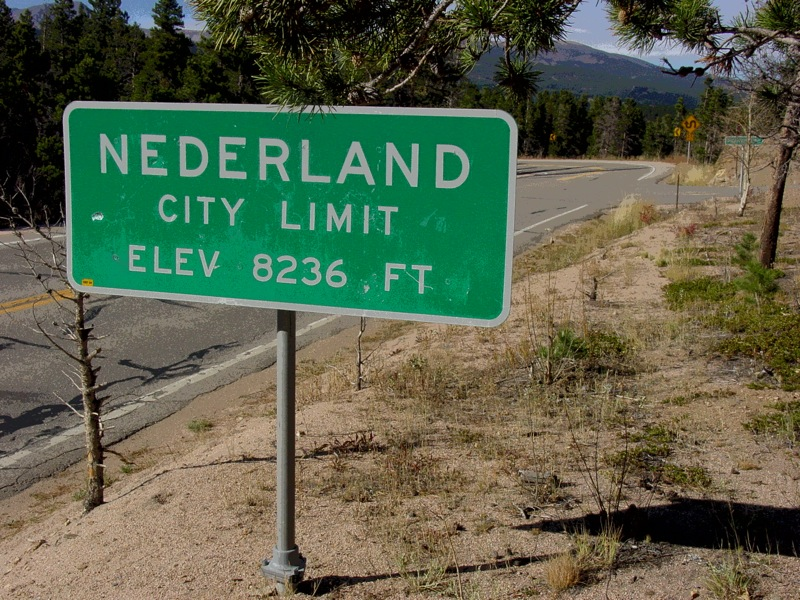
Plaatsnaambord
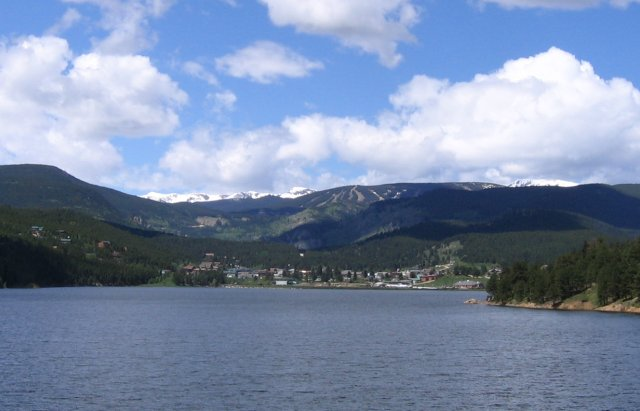
Blik vanaf het Barker Reservoir
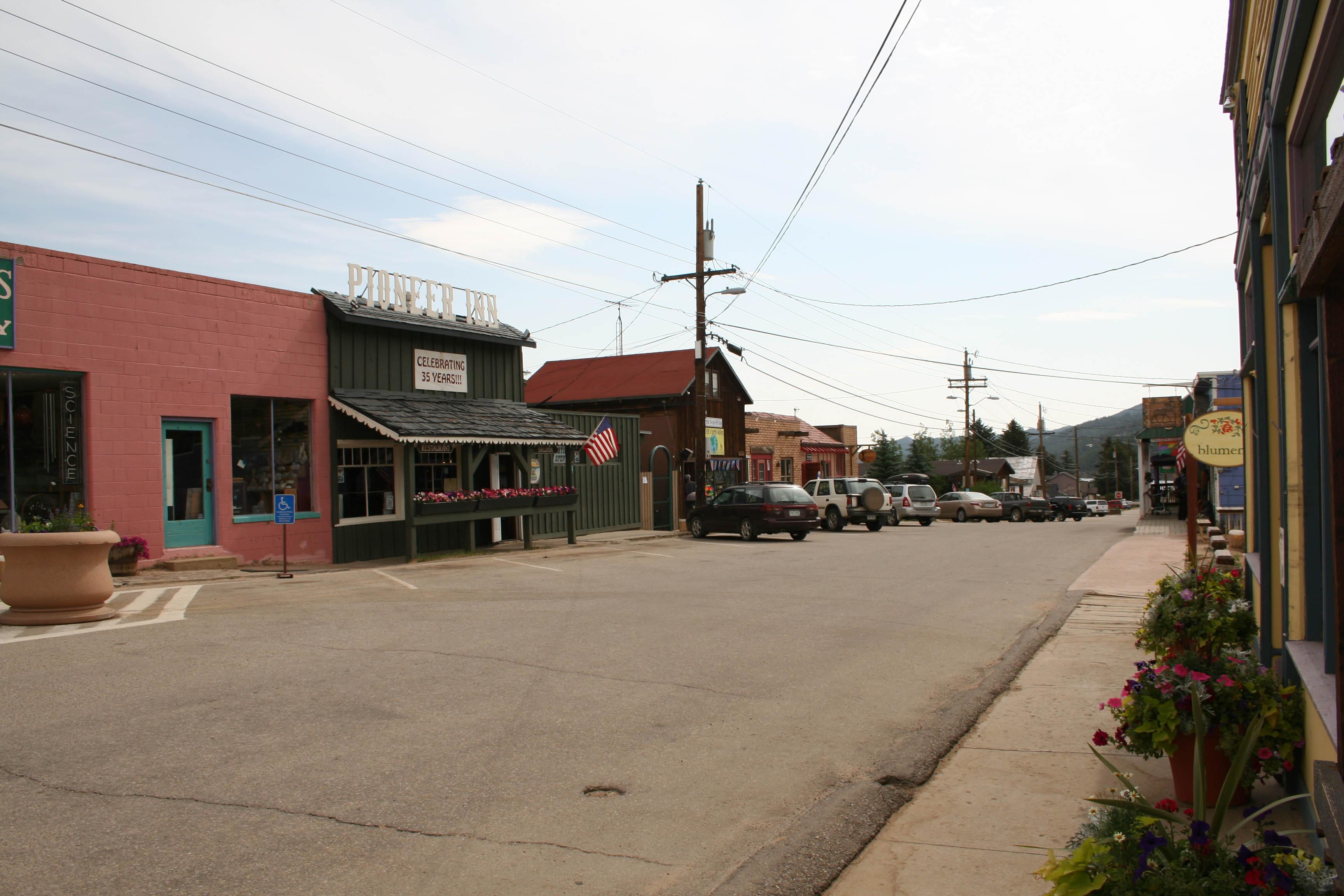
Downtown

## Plaatsen in de nabije omgeving
De onderstaande figuur toont nabijgelegen plaatsen in een straal van 24 km rond Nederland.
1. ↑  How We Became Nederland. Town of Nederland. Gearchiveerd op 12 juni 2018. Geraadpleegd op 14 september 2015.